# Flotylla Kolska
Flotylla Kolska – morski związek operacyjny Sił Zbrojnych Federacji Rosyjskiej w strukturach Floty Północnej.

## Charakterystyka
Flotylla Kolska sformowana została 30 czerwca 1982 na podstawie dyrektywy dowódcy sił morskich ZSRR nr 730/1/00357 z 15 kwietnia 1982. Głównym zadaniem Flotylli było utrzymanie panowanie w akwenie Morza Barentsa zapewniając tym samym  komunikację morską pomiędzy Murmańskiem i Archangielskiem. Zabezpieczała też operacyjne rozwinięcie sił głównych floty oraz osłonę rejonów patrolowania bojowego OPARB. Operacje Flotylli Kolskiej mogły być wspierane przez dwa pisz, dwa pułki zwalczania okrętów podwodnych oraz pułk śmigłowców ZOP.

## Struktura organizacyjna
Organizacja w 1989–1991
- 2 Dywizja Okrętów ZOP
- 23 Dywizja Okrętów Ochrony Rejonu Wodnego
- 5 Brygada Trałowców
- 2 Brygada Okrętów Obrony Rejonu Wodnego
- 15 Brygada Okrętów Obrony Rejonu Wodnego
- 67 Brygada Okrętów Obrony Rejonu Wodnego
- 176 Brygada Okrętów Reze

Organizacja w 2008
- 2 Dywizja Okrętów ZOP
- 121 Brygada Okrętów Desantowych
- 161 Brygada Okrętów Podwodnych
- 7 Brygada Okrętów Obrony Rejonu Wodnego
- 5 Brygada Trałowców
- 51 dywizjon okrętów rozpoznawczych